# Danjino Selo
Danjino Selo (cyr. Дањино Село) – wieś w Serbii, w okręgu pczyńskim, w gminie Surdulica. W 2011 roku liczyła 48 mieszkańców.